# Sportclub Enschede
Der Sportclub Enschede ist ein niederländischer Fußballverein aus der Stadt Enschede. Der Verein wurde am 1. Juni 1910 gegründet. In der Saison 1925/1926 wurde der SC Enschede Niederländischer Meister. Am 1. Juli 1965 fusionierte der Verein mit dem Rivalen Enschedese Boys zum FC Twente '65. Sportclub und Boys gibt es weiterhin als Amateurvereine.
Der SC Enschede spielte in der Saison 2012/13 in der Eerste Klasse Zondag Gruppe E, der dritthöchsten Amateurklasse.

## Erfolge
- Niederländischer Meister: 1925/1926
- Niederländischer Vizemeister: 1957/1958

## Trainer
- Béla Guttmann (1935–1937)

## Spieler
- Abe Lenstra (1955–1960)
- Helmut Rahn (1960–1963)